# Каинды (Таласская область)
Каинды (кирг. Кайиңды) — село в Манасском районе Таласской области Кыргызстана. Входит в состав Каидинского аильного округа. Код СОАТЕ — 41707 225 818 02 0.

## Население
По данным переписи 2009 года, в селе проживало 512 человек.

## Известные жители
Турсуналиев, Эстебес (1931—2005) — акын, Народный артист СССР (1988).